# Condado de Coal
El condado de Coal (en inglés: Coal County), fundado en 1850, es un condado del estado estadounidense de Oklahoma. En el año 2000 tenía una población de 6.031 habitantes con una densidad de población de 2 personas por km². La sede del condado es Coalgate.

## Geografía
Según la oficina del censo el condado tiene una superficie total de 1350 km² (521,2 mi²), de los que 1342 km² (518,1 mi²) son tierra y 8 km² (3,1 mi²) (0,59%) son agua.

### Condados adyacentes
- Condado de Hughes - norte
- Condado de Pittsburg - noreste
- Condado de Atoka - sur y este
- Condado de Johnston - suroeste
- Condado de Pontotoc - oeste

### Principales carreteras y autopistas
- U.S. Autopista 75
- Carretera Estatal 3
- Carretera Estatal 31
- Carretera Estatal 43
- Carretera Estatal 48

## Demografía
Según el censo del 2000 la renta per cápita media de los habitantes del condado era de 23.705 dólares y el ingreso medio de una familia era de 28.333 dólares. En el año 2000 los hombres tenían unos ingresos anuales 22.721 dólares frente a los 12.013 dólares que percibían las mujeres. El ingreso por habitante era de 21.115 dólares y alrededor de un 23,10% de la población estaba bajo el umbral de pobreza nacional.

## Ciudades y pueblos
- Bromide
- Cario
- Centrahoma
- Clarita
- Coalgate
- Cottonwood
- Lehigh
- Olney
- Phillips
- Tupelo